# Науеліто
Науеліто (El Nahuelito) — невідома водна істота (криптид), що, згідно з місцевими повір'ями, нібито мешкає в озері Науель-Уапі, розташованому в аргентинській Патагонії. Як і багато «озерних чудовиськ», своє прізвисько істота отримала за аналогією з найбільш відомим з озерних криптидів, Нессі — від назви озера. Можливі очевидці описують Науеліто як «величезну змію», дивні «горби» на воді або як плезіозавра, що теж нагадує описи багатьох інших подібних криптидів. Як і в інших випадках, існування цієї тварини не має вартих довіри підтверджень, незважаючи на її систематичні пошуки. Існують фотографії і навіть відеозапис, на яких, начебто, зображено Науеліто, але їхнє походження сумнівне, і що саме на них зображено, зрозуміти важко. Втім, легенда про Науеліто добре відома в Аргентині і згадується у класичних книгах і статтях з криптозоології.

## Історія
Вважається, що легенда про Науеліто існувала серед корінних мешканців ще до часів завоювання Америки — в цих краях взагалі поширені історії про існування того чи іншого водного монстру практично будь-де з річок або озер Патагонії. Представники місцевих племен розповідали про випадкові зустрічі з подібними істотами ще першим дослідникам цієї місцевості.
З 1897 року доктор Клементе Онеллі, директор зоопарку Буенос-Айреса, почав отримувати спорадичні повідомлення про дивну істоту, яка, можливо, мешкає в патагонських озерах. Особливу увагу привернула історія Джорджа Гаррета — у 1910 році цей чоловік, працюючи поблизу Науель-Уапі, побачив у воді невизначену тварину на відстані приблизно 400 м від себе. Видима частина істоти мала довжину 5-7 м і виступала над водою приблизно на 2 м. Обговоривши цю зустріч з місцевими мешканцями, він дізнався і інші історії про подібні випадки. Втім, про свою зустріч з невідомим створінням Гаррет розповів лише у 1922 році у газеті «Торонто Глоуб». Цей випадок поширився у міжнародній пресі і викликав ідею організувати експедицію для пошуку Науеліто.
В тому ж році американський золотошукач Мартін Шеффілд повідомив доктору Онеллі про те, що теж бачив у цьому озері невідому тварину з довгою шиєю і тілом, схожим на крокодиляче, а також що виявив на березі озера сліди великих лап. Онеллі вирішив організувати пошукову групу. Її очолив наглядач зоопарку Хосе Чіагі, також до групи входили відомі мисливці, озброєні рушницями для полювання на слонів і динамітом для мінування озера. Подібне обладнання експедиції обурило місцевих мешканців, а Асоціація з захисту тварин подала до міністра внутрішніх справ прохання про скасування пошуків, оскільки полювання на екзотичних тварин у цій місцевості заборонено законом. Втім, дозвіл на проведення експедиції все ж було отримано, але вона не знайшла ніяких доказів існування Науеліто.
У 1960 році з'явилися чутки, нібито ВМС Аргентини протягом 18 днів висліджували помічений в озері непізнаний об'єкт (припускалося, що це підводний човен), але так нічого і не знайшли. Туристичний розвиток розташованого на березі озера Науель-Уапі міста Сан-Карлос-де-Барілоче призвів до зростання кількості повідомлень про спостереження Науеліто, але переконливих фото- або відеозображень істоти на 2022 рік отримано не було. В 1988 році у газеті Ріо-Негро було опубліковано фотографії, на яких начебто зображено цю істоту (посилання на одну з цих світлин). Анонімний автор фотографій у доданому листі стверджував, що впевнений, ніби об'єкт на них являє з себе саме Науеліто, а не щось інше, але якість зображень не дозволяє зрозуміти, що це насправді таке.
У 2020 році двоє рибалок зафільмували на озері Науель-Уапі невизначений предмет, що швидко рухався у воді. Відео доступне на Youtube, але що на ньому відбувається, не зрозуміло.

## Опис і гіпотези
Вражає те, що Науеліто за більшістю описів нагадує чудовисько озера Лох-Несс, розташованого у Шотландії, тобто доволі далеко від Патагонії. Схожість викликає блискуча шкіра, два горби, довжина (10-15 метрів), а також довга шия, яку порівнюють з шиєю лебедя. Жителі місцевостей навколо Науель-Уапі розповідають при цих істот, яких вони називають el sueiro, що вони мають тіло розміром з корову, виходять з озер вночі і залишають великі сліди, формою схожі на качині. Крім того, стверджується, ніби чудовисько є хижаком і час від часу нападає на корів.
Через такий вигляд частина криптозоологів схильна вважати Науеліто представником доісторичного виду, що якимось чином дожив до сучасності. Найчастіше цю істоту, як і багатьох з інших подібних криптидів, вважають твариною, подібною до плезіозаврів через їхню загальну зовнішню схожість з гіпотетичним виглядом плезіозавра (і одне з одним, хоча ці озерні чудовиська нібито мешкають у різних районах Землі). Згідно з іншою версією, ця істота може буде подібним до іхтіозавра — скам'янілих решток цих тварин багато в даному регіоні, хоча ствердження про довгу шию Науеліто не збігаються з тим, що палеонтологія знає про зовнішність іхтіозаврів. Так чи інакше, патагонські озера утворилися набагато пізніше, ніж як плезіозаври, так і іхтіозаври вимерли. Ще одне припущення стверджує, ніби Науеліто — це представник виду давніх ссавців мілодонів, які теж водилися у цих краях, але ці тварини навряд вели водний образ життя.
Окрім палеонтологічних теорій, висловлювалася думка, ніби загадкова істота може являти з себе якусь тварину, що зазнала мутації через ядерні випробування Аргентини у 1970-х — 1980-х роках. Найбільше ж екзотична теорія, яку навіть можна назвати нетиповою для звичайних пояснень того, який об'єкт насправді приймають за тварину, полягає в тім, що «Науеліто» насправді є субмариною, але щодо того, ким вона виготовлена і що робить в озері, нічого не відомо.
Раціональні ж пояснення того, що насправді представляє собою «Науеліто», типові для інших «озерних монстрів» — дрейфуючі колоди, підняті з дна бульбашки газу, навіть наземні ссавці, які перепливають озеро, тощо.